# NGC 7494
NGC 7494 este o galaxie situată în constelația Vărsătorul. A fost descoperită în 24 septembrie 1864 de către Albert Marth.